# Jan Hrbatý
Jan Hrbatý (20. ledna 1942 Stražisko – 23. července 2019 Jihlava) byl český hokejový útočník (na pozici pravého křídla), jehož jméno je spjato s jihlavskou Duklou. Reprezentoval Československo na třech mistrovství světa a na jedněch olympijských hrách. Byl členem hokejové dynastie Hrbatých – aktivně hokej hrál jeho syn Jan Hrbatý i vnuci Jan Hrbatý a Filip Hrbatý. Jeho bratrem byl kněz Eduard Hrbatý. V roce 2015 byl uveden do Síně slávy českého hokeje. Zemřel roku 2019 ve věku 77 let.

## Hráčská kariéra
Jeho kariéra začala na rozdíl od jeho vrstevníků později, s organizovaným hokejem až v 16 letech v prostějovském hokejovém klubu SK, z kterého na začátku 60. let narukoval do Dukly Jihlava, kde působil dalších 20 let. V době jeho hráčského působení se již běžně hrál hokej se zahnutými čepelemi, Jan Hrbatý ale patřil mezi tři hráče, kteří hráli s tzv. rovnou lopatou. Jeho oblíbená značka hokejky byla Vítěz special.
Byl trojnásobným vítězem Spenglerova poháru.
Reprezentační debut si odbyl v roce 1964, od roku 1967 byl pevnou součástí týmu a v letech 1967–1970 hrál na všech šampionátech. Ze Zimních olympijských her 1968 si přivezl stříbrnou medaili. V reprezentaci odehrál 57 zápasů a vstřelil 15 gólů.

## Trenérská kariéra
Po skončení aktivní činnosti v roce 1980 shodou okolností bylo založeno v Jihlavě Středisko vrcholového sportu mládeže pro dorost a juniory, jehož se stal šéftrenérem. Následně trénoval i A-mužstvo.